# ベンハミン・モラ
ベンハミン・モラ・メンディヴィル（Benjamin Mora Mendivil、1979年6月25日 - ）は、メキシコ・メキシコシティ出身のサッカー指導者。

## 経歴
フエルサ・バシカス・デ・ティファナでサッカー選手としてスタートした。カルロス・デ・ロス・コボス、ウィルソン・グラニオラッティ、ガブリエル・カバジェロらのアシスタントコーチを務めた。
2015年12月、ジョホール・ダルル・タクジムFCのリザーブチームであるジョホール・ダルル・タクジムII FCの監督に就任した。2017年1月、マリオ・ゴメスの後任としてトップチームであるジョホール・ダルル・タクジムFC監督に就任した。
2022年4月、スルタン・イブラヒム・スタジアムで行われた、AFCチャンピオンズリーグでは蔚山現代FCを2-1で破り、マレーシアのチームとして初のラウンド16に進出した。同年7月27日、一身上の都合により監督を退任した。
2022年10月6日、アトラスFCの監督に就任した。

## 人物・エピソード
- 父親のベンハミン・モラ・メルカドは、実業家でレスリングのプロモーター、母親のマリア・アントニエータ・メンディヴィルは、1970年代にバレーボールのナショナルプレーヤーとして活躍した[7]。

## タイトル

### 指導者
ジョホール・ダルル・タクジム
- マレーシア・スーパーリーグ: 2019, 2020, 2021
- マレーシアカップ: 2019
- スルタン・ハジ・アフメド・シャー・カップ: 2020, 2021, 2022